# Washington (Kansas)
Washington is een plaats (city) in de Amerikaanse staat Kansas en valt bestuurlijk gezien onder Washington County.

## Demografie
Bij de volkstelling in 2000 werd het aantal inwoners vastgesteld op 1223.
In 2006 is het aantal inwoners door het United States Census Bureau geschat op 1134, een daling van 89 (-7,3%).

## Geografie
Volgens het United States Census Bureau beslaat de plaats een oppervlakte van
2,3 km², waarvan 2,3 km² land. Washington ligt op ongeveer 404 m boven zeeniveau.

## Plaatsen in de nabije omgeving
De onderstaande figuur toont nabijgelegen plaatsen in een straal van 20 km rond Washington.